# Sydjemen
Demokratiska folkrepubliken Jemen, också känt som Demokratiska Jemen, Sydjemen-Sydarabien eller Jemen (Aden), var en socialistisk republik bildad 1967 i dagens södra och östra provinser av dagens Jemen. Det förenades med Arabrepubliken Jemen, allmänt känd som Nordjemen, den 22 maj 1990 för att bilda den nuvarande Republiken Jemen. Huvudstaden var Aden.

## Före självständigheten
Sydjemen bildades som en koloni av Storbritannien, som erövrat Aden under 1800-talet. Inför självständigheten förenades hamnstaden, som byggts upp under direkt brittiskt styre, med de sydarabiska emirat som sträckte sig mot gränsen till Oman, där Storbritannien utövat en mer indirekt kontroll.

## Politiskt system
Den väpnade självständighetskampen inleddes i Aden 1962 av Nationella befrielsefronten (NLF), en vänsterinriktad gerillarörelse, och snart anslöt sig också Fronten för befrielse av det ockuperade södra Jemen (FLOSY), en rörelse stödd av Egypten. Inför Storbritanniens uttåg 1967 krossades FLOSY av NLF, som därefter tog över makten. 1970 tog en marxistisk-leninistisk fraktion över styret inom NLF, och Sydjemen inrättades som arabvärldens enda kommunistiska stat, med nära relationer till Sovjetunionen, vars ekonomiska och militära stöd var oumbärligt för den fattiga staten. Nationella befrielsefronten ombildades senare tillsammans med några mindre vänster- och nationalistpartier till Jemenitiska socialistpartiet (YSP) men förblev Sydjemens enda lagliga och styrande parti.

## Utrikespolitik
Sydjemens radikala politik förde landet in i konflikt med Nordjemen, och med de konservativa västorienterade monarkierna Saudiarabien och Oman. Från och med 1960-talet stödde Sydjemen gruppen PFLOAG, som drev ett väpnat uppror i västra Omans Dhofarprovins, och relationerna mellan Syd- och Nordjemen var ofta mycket spända, med gränsstridigheter och ömsesidigt stöd av väpnade oppositionsgrupper. Samtidigt var regeringarna i båda länderna officiellt överens om att länderna borde förenas, som ett steg mot arabisk enighet, men de båda regeringarna hade på grund av sina politiska skillnader svårt att enas om villkoren för en sådan sammanslagning.

## Enandet med Nordjemen
1986 utkämpades ett kortvarigt inbördeskrig i Aden, efter oenigheter i YSP:s politbyrå, och ett stort antal ledande politiker omkom eller drevs i exil. Detta försvagade regeringen, och när Sovjetunionens stöd försvann vid kommunismens upphörande 1989-1991, hotades landet av bankrutt. YSP beslutade om ett sammangående med Nordjemen, med Sana som huvudstad, vilket skedde 1990-1991. Detta var dock inte oproblematiskt, och YSP fanns sig snart marginaliserade av det befolkningsmässigt större Nordjemen, vars ledare Ali Abdullah Saleh fungerade som det förenade landets president. 1994 gjorde YSP-ledningen ett nytt försök att bryta sig ur det förenade Jemen, vilket emellertid krossades av nordjemenitiska styrkor. YSP har numera lämnat kommunismen och fungerar som representant för sydjemenitiska grupper, och oroligheter och separatistiska protester har från tid till annan blossat upp.

## Flygbolag
Följande flygbolag opererades från Demokratiska folkrepubliken Jemen:
- Aden Airways[2] (1949 - 1967). Upphört med sin verksamhet den 30 juni 1967 vid det brittiska tillbakadragandet från Federationen och Protektoratet Sydarabien.
- Alyemda - Democratic Yemen Airlines (1961 - 1996). Förenades med Yemenia, flygbolaget i det tidigare Arabrepubliken Jemen.
- Yemen Airways (1989 - 1990)